# Kasteel Larnaca
Kasteel Larnaca (Grieks: Κάστρο Λάρνακας, Turks: Larnaka Kalesi) is een kasteel aan de kust in de stad Larnaca op het eiland Cyprus. Het is een kasteel uit het Ottomaanse rijk, gebouwd om de stad te beschermen. In de omgeving van het kasteel staat dan ook een moskee en een kamer in het kasteel is ingericht als een oude Turkse kamer.
Later is het kasteel als gevangenis gebruikt, en ook de Duitse en Engelse heersers hebben het kasteel ter verdediging van de stad gebruikt.

## afbeeldingen

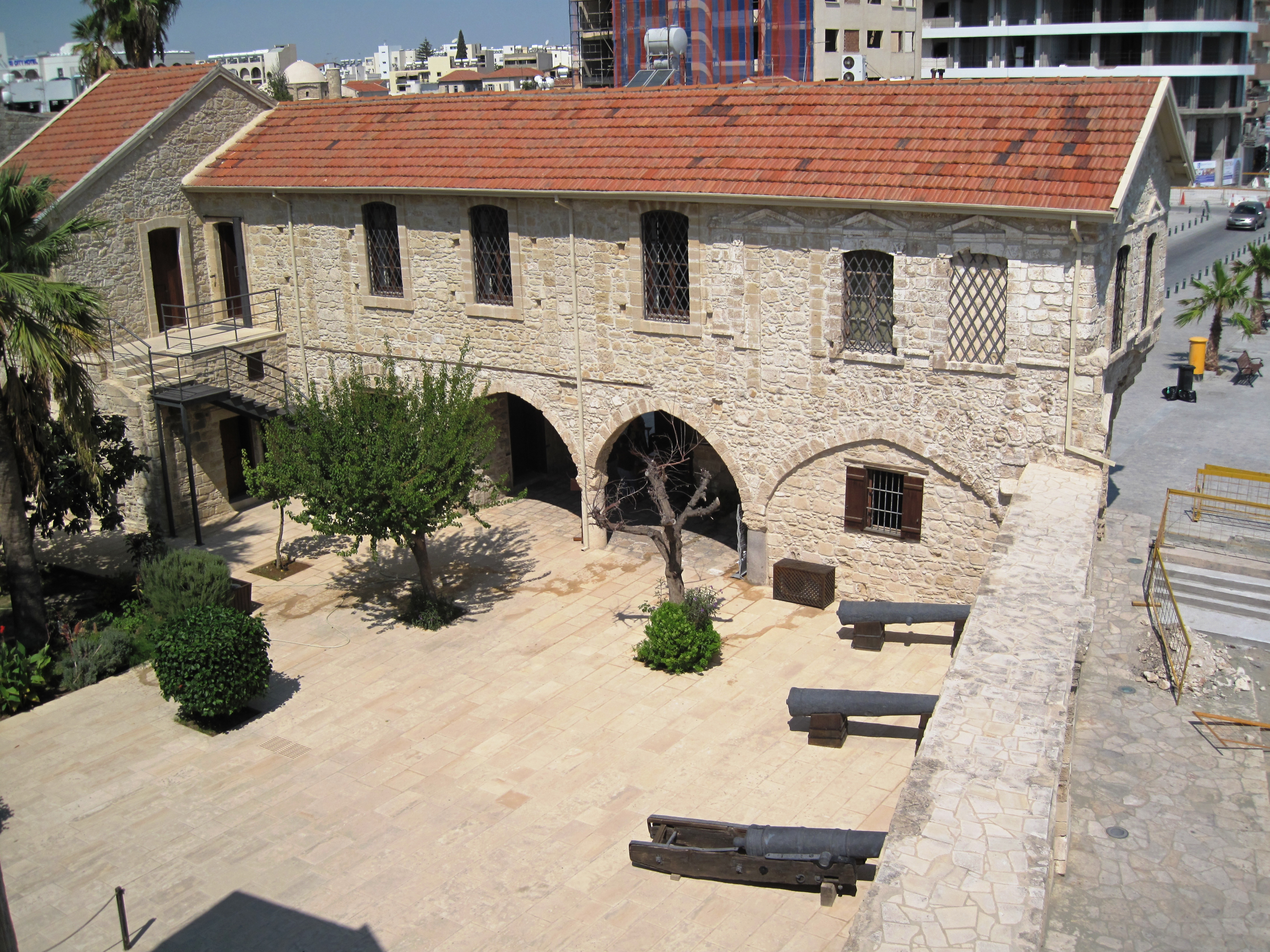
De binnenplaats van het kasteel
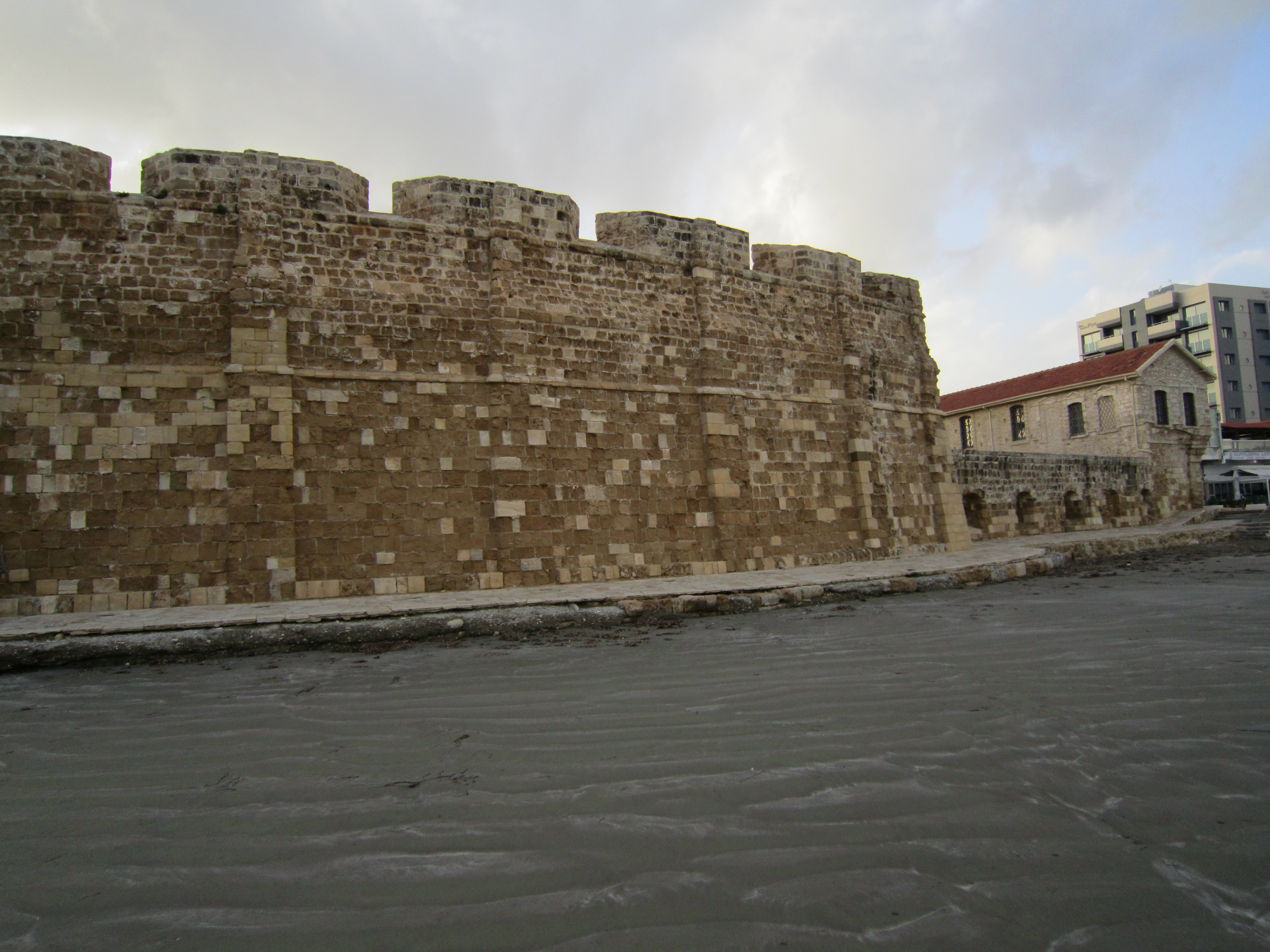
Kasteelmuur vanaf de zee
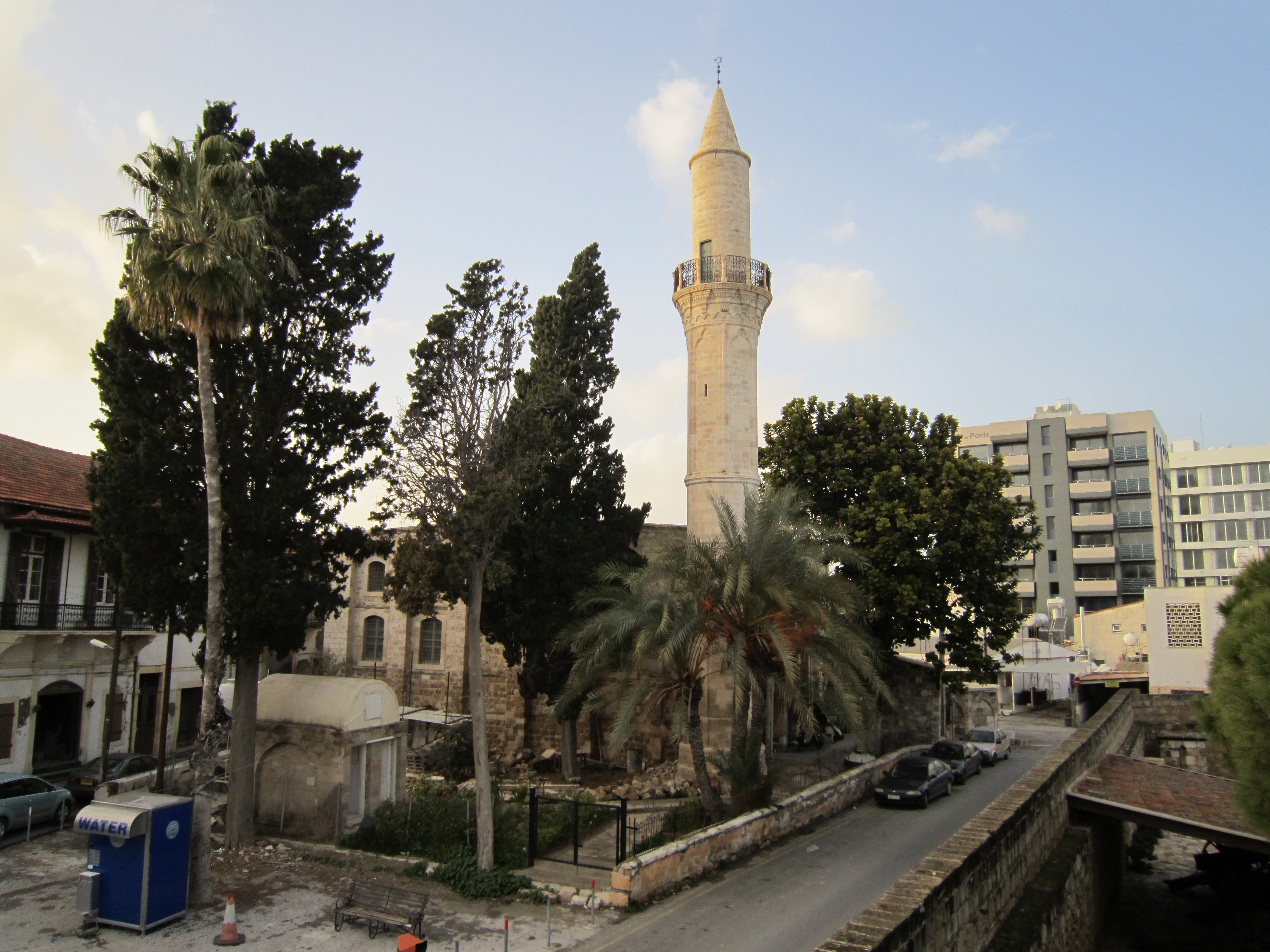
De moskee naast het kasteel